# Code.org
CODE es una organización no gubernamental estadounidense fundada por Hadi y Ali Partovi en 2012, que tiene como objetivo alentar a las personas a aprender ciencias de la computación. El sitio web incluye lecciones de programación gratuitas y la iniciativa también se dirige a las escuelas, alentándolas a incluir más clases de informática en el plan de estudios. El 9 de diciembre de 2013, lanzaron la Hora del Código en Estados Unidos para promover la informática durante la Semana de la Educación en Ciencias de la Computación hasta el 15 de diciembre de 2013.

## Historia
La organización comenzó como un proyecto luego de investigar que en un 90% de los colegios estadounidenses no se enseñaba informática o programación. Entre sus varios objetivos se encuentran incluir la informática como materia obligatoria en el plan de educación secundaria estadounidense y la inclusión de las mujeres en las ciencias de la computación.
Son más de cien las empresas y organizaciones que colaboran en el proyecto. Las principales empresas patrocinadoras son Amazon, Apple, Dropbox, Academia Khan, Facebook, Google y Microsoft, entre otras.
Entre sus campañas se encuentran «Hora de Código» que pretendía que estudiantes de todo el mundo participaran haciendo un curso gratuito de programación. Para ello se utilizaron imágenes de los populares juegos Plantas contra Zombis, Angry Birds y Minecraft. Los directores y productores del video presentación de la campaña «Hora de Código» fueron Nicole Ehrlich y James Gwertzman.
El proyecto es promocionado por celebridades como Shakira, Angela Bassett, Will.i.am, Mark Zuckerberg, Bill Gates y Barack Obama, entre otros.